# Onward to Olympas
Onward to Olympas was een Amerikaanse metalcoreband afkomstig uit Salisbury, North Carolina. De band werd opgericht in 2005 en bracht op 7 juli 2007 geheel zelfstandig haar debuutalbum The End of the Beginning uit, een jaar later gevolgd door de ep Victory at All Costs.
Hierna tekende de band een contract bij Facedown Records, waar ze op 19 januari 2010 het album This World Is Not My Home uitbrachten. Het album werd geproduceerd door Jamie King. Ook het tweede album van de band, The War Within Us, dat op 15 maart 2011 verscheen, werd door King geproduceerd. 
Op 9 oktober 2012 bracht de band haar laatste album uit. Op 29 maart 2014 maakte de band bekend dat zij op goede voet uit elkaar gingen. Op 3 september 2015 gaf de band in haar originele line-up een eenmalig concert ter ere van het 5-jarig jubileum van This World Is Not My Home, waarbij ze het album integraal ten gehore brachten.

## Bezetting
| Laatste line-up - Kramer Lowe – vocalen (2009–2014, 2015) - Justin Gage – gitaar, vocalen (2006–2010, 2015) - Andrew Higginbotham – gitaar (2009–2014, 2015) - Justin Allman – bas (2006–2014, 2015) - Matt Burnside – drums (2006–2010, 2015) | Voormalige leden - Nick Helvey – drums (2010–2011) - Andy Simmons – gitaar, vocalen (2010–2011) - Kyle Phillips – gitaar, vocalen (2011–2014) - Mark Hudson – drums, vocalen (2011–2014) - Chris Davis – vocalen (2006–2009) |

Tijdlijn

## Discografie
Studioalbums
- 2007: The End of the Beginning
- 2010: This World Is Not My Home
- 2011: The War Within Us
- 2012: Indicator

Ep's
- 2008: Victory at All Costs